# Glyncorrwg
Glyncorrwg var en community i Storbritannien.   Den ligger i kommunen Neath Port Talbot och riksdelen Wales, i den södra delen av landet, 240 km väster om huvudstaden London.
Den upplöstes den 5 maj 2022 och ersattes av Gwynfi and Croeserw och Clymer and Glyncorrwg communities.